# Кюн, Людмила Петровна
Людми́ла Петро́вна Кюн (7 ноября 1915, Санкт-Петербург, Российская империя — 23 апреля 1982, Алма-Ата, КазССР, СССР) — советская актриса, народный артист Казахской ССР (1965; заслуженный артист КазССР с 1955 года).

## Биография
В 1932 году окончила театральную студию при Петрозаводском русском драматическом театре.
С 1937 года — актриса труппы Русского театра драмы в Алма-Ате. В числе лучших ролей в пьесах русских, советских, зарубежных, и казахских драматургов — Верочка («Последние» Максима Горького), Мег («Русский вопрос» Константина Симонова), Авдотья («Две зимы и три лета» по Фёдору Абрамову, Смеральдина («Слуга двух господ» Карло Гольдони), Ануш («Тифлисские свадьбы» Авксентия Цагарели), Дильда («Ночные раскаты» Мухтара Ауэзова) и др. Сценические образы отличались достоверностью, яркостью и выразительностью.
Награждена орденом «Знак Почёта» и медалями.